# X Doradus
X Doradus är en pulserande variabel  av Delta Cephei-typ (DCEP) i stjärnbilden Svärdfisken. Den tillhör Stora magellanska molnet.
Stjärnan varierar mellan fotografisk magnitud +15,3 och 16,1 med en period av 3,941253 dygn.